# Роман Семёнович
Роман Семёнович (ум. после 1402) — князь Новосильский, по основанной на родословных традиционной версии младший сын князя Семёна Михайловича Глуховского либо, по версии Квашнина-Самарина Н. Д., его правнук. Роман был союзником московских князей, его армия участвовала в Куликовской битве. По сообщениям родословных, Роман перенёс столицу Новосильского княжества в Одоев. От трёх сыновей Романа пошли роды князей Белёвских, Воротынских и Одоевских.

## Биография
После смерти своего бездетного старшего брата князя Ивана Семёновича Новосильского Роман Семёнович занял княжеский престол в Новосиле. Произошло это, вероятно, к началу 1370 годов.
Впервые достоверно Роман упоминается в 1375 году, когда он со своей дружиной участвовал в походе коалиции русских князей под предводительством Дмитрия Донского против мятежного великого князя Михаила Александровича Тверского. В том же году ордынское войско разорило Новосиль, после чего Роман, согласно сообщениям родословной, перебрался в Одоев, хотя достоверно Одоев как столица княжества упоминается только в 1407 году, когда «Литва повоеваша землю Новосилскую и град Одоевь огнём попалиша».
Согласно Ермолинской летописи, в 1380 году армия князя Романа Новосильского в составе русской рати под командованием великого князя московского Дмитрия Ивановича Донского участвовала в Куликовской битве против Мамая, фактического правителя Золотой Орды. В это же время великий князь литовский Ягайло, выступивший с литовско-русской ратью на помощь Мамаю, дошёл до Одоева, где узнал о поражении своего союзника в битве.
В 1385 году князь Роман Новосильский участвовал в неудачном походе московской рати под командованием князя Владимира Андреевича Серпуховского против великого князя рязанского Олега Ивановича.
Князь Роман Семёнович Новосильский последний раз упоминается в 1402 году в мирном договоре великого князя московского Василия Дмитриевича с великим князем рязанским Фёдором Ольговичем.
Имя Романа упоминается в Любецком синодике в списке черниговского архиепископа Филарета Гумилевского, причём там упоминается, что Роман принял монашеский постриг (вероятно, перед смертью). Существует легенда, что именно Роман основал Лихвинский Покровский Добрый монастырь.
В летописях Роман упоминается с титулом «князь Новосильский». Однако, когда князья Одоевские в XVI веке подали свою родословную роспись, они указали Романа с титулом князя Одоевского. По мнению исследователей, эта подмена титула была необходима князьям Одоевским для обоснования своего происхождения от Романа. С титулом князя Одоевского Роман попал в ряд родословцев — в частности, в Румянцевский и Государев, однако во многих других родословцах (в Летописном, Патриаршей редакции, редакции начала XVII века) титул князя Новосильского у Романа был сохранён. В результате князь П. В. Долгоруков в своей «Родословной книге» смешал у Романа оба титула, назвав его князем Новосильским и Одоевским.
По мнению польского историка С. М. Кучиньского, после смерти Романа единое Новосильско-Одоевское княжество перестало существовать, распавшись на уделы, однако против этой точки зрения выступают некоторые современные историки, указывая на то, что в начале XV века новосильские князья ещё в 1427 сохраняли родовое единство.

## Брак и дети
Имя жены Романа неизвестно. Сведения о детях Романа противоречивы. В родословных у него показано трое сыновей:
- Василий Романович, князь новосильский, родоначальник князей Белёвских
- Лев Романович, князь новосильский, родоначальник князей Воротынских
- Юрий Романович Чёрный, князь новосильский, родоначальник князей Одоевских

Однако ряд исследователей добавили Роману ещё троих сыновей, существование которых сомнительно:
- Даниил Романович[К 1]
- Семён Романович[К 2]
- Степан Романович[К 3]

## Комментарии
1. ↑  Князь с таким именем упомянут в Любецком синодике, однако не исключено, что это монашеское имя князя Юрия Романовича, имя которого в синодике отсутствует. По мнению Л. Войтовича, исследовавшего синодик Киево-Печерской лавры, упомянутый среди Воротынских князей Даниил является сыном Романа[1].
2. ↑  Князь Семён Романович Новосильский упомянут в тексте московско-рязанского докончания 1402 года, известного в списке конца XV века. Но в конце грамоты в качестве участника докончания упомянут не Семён, а Роман, на основании чего ряд исследователей сделали вывод о том, что в списке была сделана ошибка переписчиком, пеменявшего имя и отчество местами[1].
3. ↑  В «Сказании о Мамаевом побоище» упоминается Стефан Новосильский. С. М. Кучиньский решил, что он был сыном князя Сергея Александровича Новосильского, а Л. Войтович записал его среди сыновей князя Романа. Однако М. Н. Тихомиров, исследовавший «Сказание...», высказал предположение, что это имя появилось из-за поздних искажений имени — в Новгородском хронографе стоит имя Степан Новосельцев, не имевший к князьям Новосильским никакого отношения[1].